# Siphunculina aureosetosa
Siphunculina aureosetosa är en tvåvingeart som beskrevs av Nartshuk 1992. Siphunculina aureosetosa ingår i släktet Siphunculina och familjen fritflugor.
Artens utbredningsområde är Vietnam. Inga underarter finns listade i Catalogue of Life.